# 寺林敏
寺林 敏（てらばやし さとし、1948年7月8日 - ）は、日本の地方公務員。元富山県副知事。

## 概要

### 略歴
- 富山大学経済学部卒業
- 1972年 富山県庁入庁
- 2002年 経営企画部参事（人事課長）
- 2003年 東京事務所長
- 2005年 農林水産部長
- 2008年 知事政策室長
- 2009年 公営企業管理者
- 2011年 教育委員会教育長
- 2013年4月 副知事に就任
- 2017年4月 あいの風とやま鉄道会長に就任[1]
- 2017年7月 富山県信用保証協会会長に就任[2]
- 2018年11月 瑞宝中綬章を受章。